# Xu Yunli
Xu Yunli (chinesisch 徐云丽, Pinyin Xú Yúnlì; * 2. August 1987 in Fuzhou, Provinz Fujian) ist eine chinesische Volleyballspielerin.
Xu Yunli spielt seit 2006 als Mittelblockerin in der chinesischen Nationalmannschaft und gewann bei den Olympischen Spielen 2016 in Rio de Janeiro die Goldmedaille sowie bei den Olympischen Spielen 2008 in Peking die Bronzemedaille. Sie wurde 2014 Vizeweltmeisterin in Italien, 2011 Asienmeisterin und gewann 2006 und 2010 die Asienspiele. Mit Guangdong Evergrande wurde Xu außerdem 2013 asiatische Klubmeisterin. Dabei wurde sie mehrfach als „Beste Blockerin“ und „Wertvollste Spielerin“ ausgezeichnet.